# مشاع 7 غز أباد (غرمسار كرمان)
مشاع 7 غز أباد (بالإنجليزية: Masha-ye 7 Gazabad)‏ هي منطقة سكنية تقع في إيران في قسم غرمسار الریفي. يقدر عدد سكانها بـ 48 نسمة .